# Gare de Lannoy
La gare de Lannoy, également connue sous le nom de gare de Lannoy-Lys, est une gare ferroviaire française fermée de la ligne de Somain à Halluin, située sur le territoire de la commune de Lys-lez-Lannoy dans le département du Nord, en région Hauts-de-France. 

## Situation ferroviaire
Établie à 34 mètres d'altitude, la gare de Lannoy est située au point kilométrique (PK) 269,231 de la ligne de Somain à Halluin.

## Histoire
La gare de Lannoy-Lys est édifiée en 1878. Se situant sur la section entre Orchies et Tourcoing dont la mise en service commence l'année suivante, cette gare voit son trafic voyageurs s'arrêter en 1939. La gare, qui a connu un pic de fréquentation en 1899 avec 60 867 voyageurs, est détruite en 1983.